# Winkeln (Mönchengladbach)
Winkeln ist ein Dorf im ländlichen Außenbereich der kreisfreien Großstadt Mönchengladbach im Westen des deutschen Bundeslandes Nordrhein-Westfalen. Innerhalb Mönchengladbachs gehört Winkeln seit 2009 zum Stadtbezirk Nord (bis 2009: Stadtbezirk Hardt) und liegt hier im Osten des statistischen Stadtteils Hardt-Mitte direkt an der entlang der A 61 verlaufenden Stadtteilgrenze zu Mönchengladbach-Venn. Als frühere Bezeichnung für die Ortschaft ist auch Winkelen überliefert. Postalisch wird Winkeln, anders als der Nachbarort Rasseln, nicht zum Stadtteil Hardt-Mitte gerechnet, sondern zu Venn, und hat daher die Postleitzahl 41068.

## Geschichte

### Winkeln vom Hochmittelalter bis zur Französischen Revolution 1789
Die Geschichte von Winkeln reicht mindestens bis ins Hochmittelalter zurück. Die bislang älteste bekannte schriftliche Erwähnung Winkelns stammt von einer Urkunde der Abtei Gladbach aus dem Jahr 1247, als ein gewisser Anselm von Winkeln von der Abtei mit einem „Hof im Winkel“ belehnt wurde. Die Abtei Gladbach war damals Grundherr einer Reihe von Ländereien, unter anderem des Gebietes von Winkeln. Die Territorialherrschaft lag seinerzeit hingegen noch bei den Grafen von Kessel. Nachdem der letzte Kessel'sche Graf Walram von Kessel im Jahr 1307 kinderlos gestorben war, erbte sein Cousin, Herzog Gerhard V. von Jülich, dessen verbliebene Ländereien, darunter das Amt Grevenbroich, zu dem auch Winkeln gehörte. So wurde das Dorf ein Teil des Herzogtums Jülich. Hierbei zählte Winkeln zum Gerichtsbezirk Obergeburth des Grevenbroicher Unteramtes Gladbach. Winkeln war eine Honnschaft und hatte daher im kleinen Rahmen eine gewisse kommunale Selbständigkeit. An den feudalzeitlichen Herrschaftsverhältnissen und ihren kommunalen Verwaltungsstrukturen änderte sich bis in die 1790er Jahre insgesamt recht wenig.

### Winkeln zur Franzosenzeit

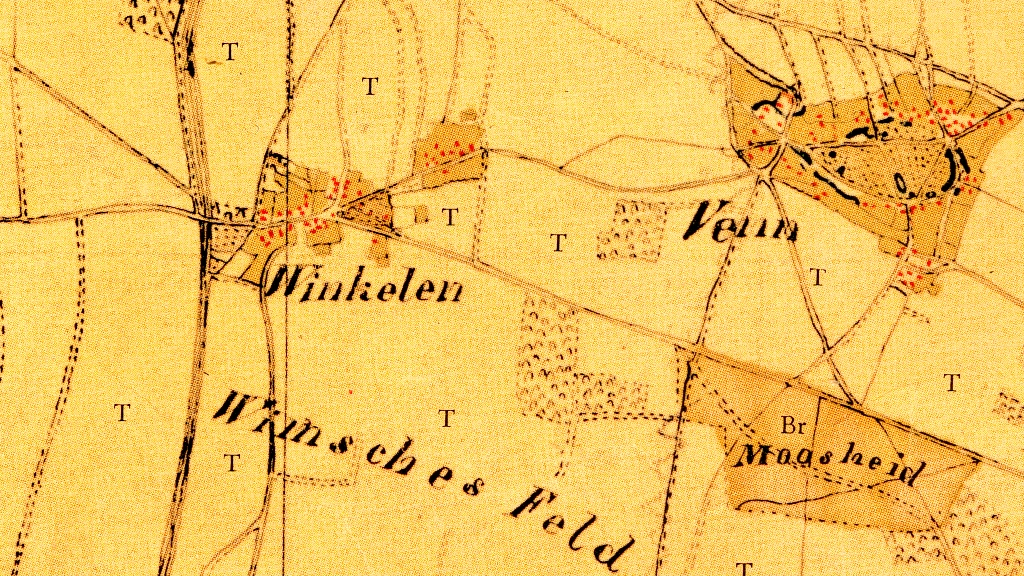
Die Dörfer „Winkelen“ und Venn zur Franzosenzeit, um 1805.

Die durch die Revolution von 1789 in Gang gebrachten Veränderungen der politischen Gesamtlage führten im Jahr 1794 zu einer Besetzung des linksrheinischen Gebiets (des heutigen Deutschlands) durch französische Revolutionstruppen. In der Folgezeit wurde von der französischen Administration die Organisation der Gemeindeverwaltungen in den besetzten Gebieten mehrfach reformiert, um eine Anpassung an die kommunalen Verwaltungsstrukturen Frankreichs zu erreichen, da das Gebiet in den französischen Staat eingegliedert werden sollte. Dabei wurden zunächst 1798 die alten Honnschaften als eigenständige Verwaltungseinheiten aufgehoben und die den Honnschaften übergeordneten Verwaltungsebenen neu organisiert. Winkeln wurde dabei in den Gemeindeverband Obergeburth eingegliedert, der zum Kanton Neersen gehörte. Der Kanton Neersen war von den Franzosen ebenfalls neu eingerichtet worden. Ab dem Jahr 1800 erhielt Obergeburth den Status einer Bürgermeisterei („Mairie“).
Im Jahr 1801 wurden die linksrheinischen Gebiete dann im Frieden von Lunéville vom letzten Römisch-deutschen Kaiser, Franz II. (von Habsburg-Lothringen), völkerrechtlich an Frankreich abgetreten, so wurde Winkeln für die nächsten Jahre offiziell ein französisches Dorf. Die Winkelner Einwohner waren nun französische Bürger und wurden als solche durch den französischen Staat in Anspruch genommen, so wurden die Männer z. B. auch zum französischen Militär eingezogen und mussten auf französischer Seite an Napoléons Feldzügen teilnehmen.

### Winkeln nach 1815

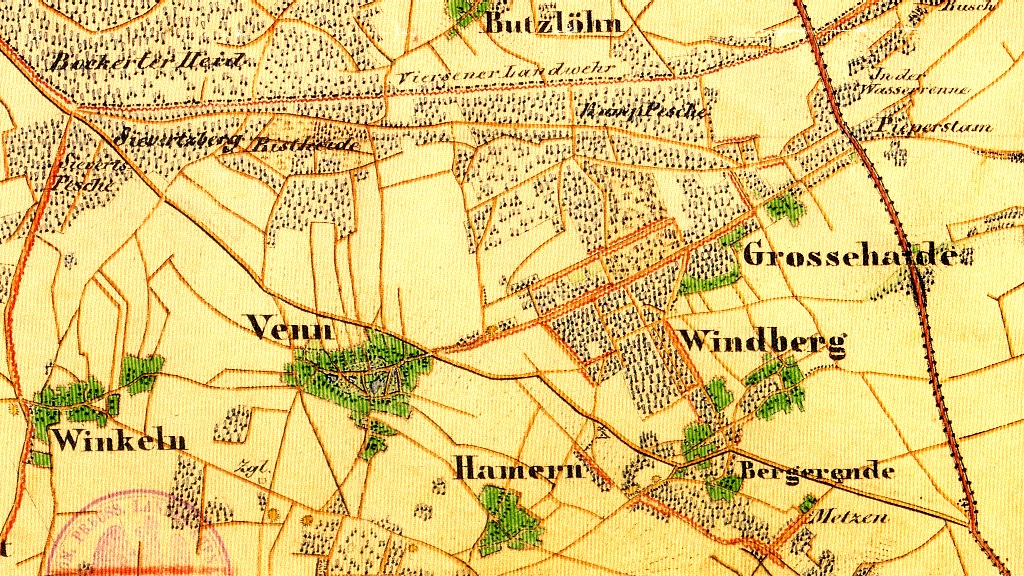
Kartenausschnitt auf einer alten preußischen Landkarte von 1844. Links unten erkennt man das Dorf „Winkeln“, rechts daneben auch die Dörfer Venn, Hamern, Windberg und Großheide.

Nachdem das Gebiet 1815 im Anschluss an Napoléons Niederlage in der Schlacht bei Waterloo an die damalige Siegermacht Preußen gefallen war, wurden die französischen Verwaltungsstrukturen von den neuen Landesherren teilweise übernommen. Winkeln blieb auch unter preußischer Herrschaft ein Ortsteil der Bürgermeisterei Obergeburth. Ab 1816 wurde der Kanton Neersen von der preußischen Verwaltung aufgelöst und durch den Kreis Gladbach ersetzt. Die früheren Honnschaften als irgendwie eigenständige Verwaltungseinheiten wurden auch unter der preußischen Obrigkeit nicht wiederhergestellt.
Im Jahr 1835 wurde dann im Zuge einer weiteren Kommunalreform die bisherige Bürgermeisterei Obergeburth in die Stadt Gladbach eingemeindet, gleichzeitig wurde jedoch die Gemeinde Hardt, die seit 1800 als Exklave zur Gladbacher Bürgermeisterei gehört hatte, wieder aus Gladbach ausgegliedert und zu einer eigenständigen Bürgermeisterei (innerhalb des Kreises Gladbach) erhoben. Das Dorf Winkeln wurde bei dieser Gelegenheit umgemeindet: Winkeln machte die Eingemeindung von Obergeburth nach Gladbach nicht mit und wurde stattdessen in die 1835 neugegründete Bürgermeisterei Hardt eingegliedert.
Erst 94 Jahre später, also 1929, wurde die inzwischen zum „Amt Hardt“ umbenannte Bürgermeisterei Hardt im Rahmen einer erneuten Gebietsreform der preußischen Verwaltung dann endgültig in die – inzwischen kreisfreie – Stadt Mönchengladbach eingemeindet, so dass Winkeln schließlich doch noch ein Ortsteil von Mönchengladbach wurde, wobei es bis heute blieb. Innerhalb Mönchengladbachs zählte Winkeln dann jahrzehntelang zum amtlichen Stadtteil „Hardt Mitte“ innerhalb des Stadtbezirks Hardt. Der Stadtbezirk Hardt wurde 2009 mit dem bisherigen Stadtbezirk Stadtmitte zum neuen Stadtbezirk Mönchengladbach Nord vereinigt, wozu Winkeln nunmehr gehört.

## Verkehr

### Straßenverkehr

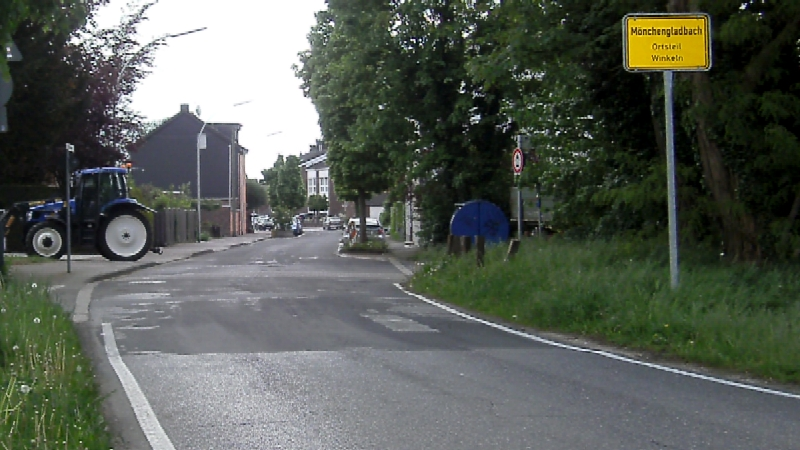
Der westliche Ortseingang von Winkeln.

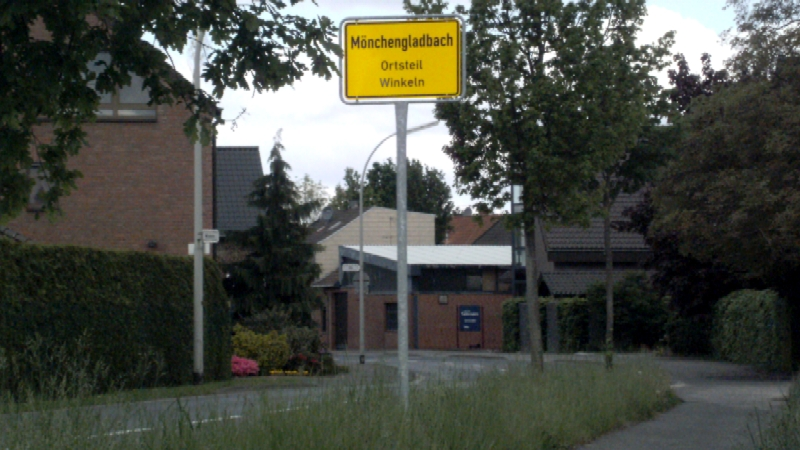
Der östliche Ortseingang von Winkeln.

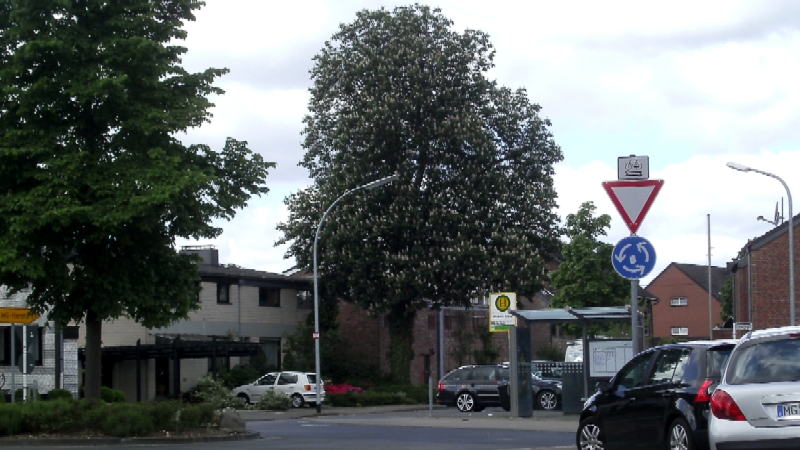
Die Ortsmitte von Winkeln mit der einzigen Bushaltestelle „Winkeln, Kreuz“.

Das Dorf Winkeln erstreckt sich überwiegend in West-Ost-Richtung entlang der gleichnamigen Landstraße. Dies ist die Kreisstraße 2, die hier von Mönchengladbach-Hardt nach Mönchengladbach-Venn führt.
Winkeln liegt unmittelbar südwestlich des Autobahnkreuzes Mönchengladbach, eine direkte Zufahrtsmöglichkeit nach Winkeln gibt es im Rahmen dieses Autobahnkreuzes jedoch nicht. Die nächstgelegenen Autobahn-Anschlussstellen sind stattdessen „Mönchengladbach-Hardt“ (Nr. 6 an der A 52) und „Mönchengladbach-Nordpark“ (Nr. 10 an der A 61).

### Schienenverkehr
Schienenverkehr gibt es in Winkeln nicht und hat es auch nie gegeben, weder als Eisen- noch als Straßenbahn.

Die von Rasseln aus nächstgelegenen Bahnhöfe im Personenverkehr sind die Bahnhöfe Mönchengladbach Hbf, Viersen, Rheindahlen, Dülken oder Rheydt Hbf.

### Busverkehr
Als Ortsteil von Mönchengladbach zählt Winkeln zum Tarif- und Verkehrsgebiet des Verkehrsverbunds Rhein-Ruhr. Es gibt in Winkeln eine Bushaltestelle, die zugleich Endstation ist. Die Haltestelle Winkeln, Kreuz von Montag bis Freitag im 40-Minuten-Takt von den Mönchengladbacher Verkehrsbetrieben mit der Buslinie 003 angesteuert, auch am Wochenende fahren Busse.
| Typ                   | Linie | Strecke | Hinweise            |
| --------------------- | ----- | --- | ------------------- |
| Bus                   | 003   | Winkeln, Kreuz – Venn – Poeth – Waldhausen – Alter Markt – Hbf/Europaplatz – Eicken – Hoven – Bettrath, Lockhütte | NEW Mönchengladbach |
| Stand: September 2019 |       | |                     |

### Radwanderwege
Die Ortschaft Winkeln wird am Rande von einem offiziell ausgewiesenen Radwanderweg berührt, dies ist die Deutsche Fußballroute NRW, die auf dem Teilstück zwischen den Erlebnis-Städten Mönchengladbach und Krefeld speziell hier zwischen Mönchengladbach-Vorst und Mönchengladbach-Rasseln verläuft.

## Sehenswürdigkeiten

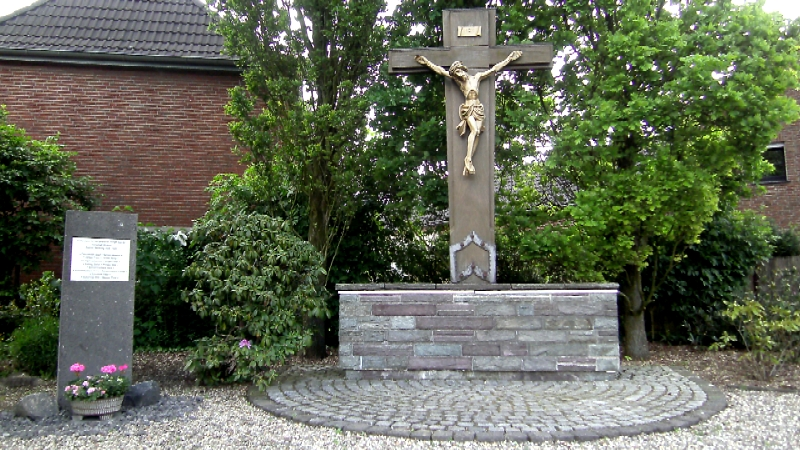
Dorfkreuz in der Ortsmitte von Winkeln.

- Dorfkreuz Winkeln: Im Jahr 1964 wurde in Winkeln ein neues Dorfkreuz errichtet, weil das alte Dorfkreuz aus dem Jahr 1869 beim Ausbau der örtlichen Durchgangsstraße zum Hindernis geworden war. In der Grundstein-Urkunde aus dem Jahr 1964 hieß es dazu: „Dieses Kreuz konnte im Mai 1964 aufgrund ehrbarer Gesinnung und großer Einigkeit der Winkelner Einwohner zur Ehre des Allerhöchsten an dieser Stelle errichtet werden. (...) Dank der Gunst und Hochherzigkeit der Frau Wwe. Magdalene Sauerland-Rauen aus Anrath, Holterhöfe stand durch Schenkung an die Venner Kirchengemeinde sehr bald ein weit größeres und schöneres Gelände zum Aufbau eines neuen Kreuzes zur Verfügung.“ Der Korpus des Kreuzes, der von einem Fräulein Kamp aus Kevelaer geschnitzt worden war, wurde von einem Herrn Wilhelm Schippers gestiftet. Am 24. Mai 1964, dem Dreifaltigkeitstag jenes Jahres, wurde das Kreuz durch den (katholischen) Venner Pfarrer Dr. Wilhelm Müller geweiht.[17]

Später wurde neben dem Kreuz noch eine kleine Säule errichtet, auf der eine Gedenktafel installiert ist, welche an die im II. Weltkrieg umgekommenen Winkelner Einwohner erinnert. Im Jahr 2011 wurde das Dorfkreuz restauriert.

## Persönlichkeiten
- Ernst Jansen-Winkeln (* 13. Februar 1904 in Winkeln; † 11. April 1992 in Mönchengladbach), ein bedeutender Wand- und Glasmaler, der vor allem als Kirchenkünstler Beachtung fand.

## Vereinswesen und Gesellschaftsleben
- Schützenbruderschaft: Seit 1984 gibt es für den Ortsteil Winkeln eine eigene Ortsgruppe der St.Josef-Schützenbruderschaft aus dem benachbarten Ortsteil Mönchengladbach-Venn. Die Ortsgruppe veranstaltet jährlich für Winkeln ein eigenes Dorfschützenfest. Außerdem kümmern sich die Mitglieder der Bruderschaft seit 1987 um die Pflege des bereits erwähnten Dorfkreuzes.[18]

## Die nähere Umgebung
| Hausen Wey                                   | Bergerstraße Rasseln                        | Bockerter Heide Bötzlöh             |
| Hardt                                        | Kompassrose, die auf Nachbargemeinden zeigt | NSG Bistheide Großheide Venn Hamern |
| Hardter Wald JHQ Rheindahlen (Hauptquartier) | Vorst Hehn                                  | Beltinghoven Poeth Rönneter         |